# 로디역
로디(이탈리아어: Lodi) 역은 로마 지하철 C선의 역이다.  2017년 현재 C선의 종착역으로 기능하고 있으며, 산 조반니 역이 개통되면 이쪽이 종착역은 물론 환승역이 될 예정이다. 로마 시내 투스콜라노 구에 위치해 있다. 로디 광장에서 역 이름을 따왔지만 정확한 위치는 로디 광장이 아닌 라스페치아 로, 오르비에토 로, 카메리노 광장이 만나는 교차로에 자리해 있다.

## 역사
2007년 공사에 들어가 2015년 1월 완공되었으며 2015년 6월 29일부터 C선의 종착역으로 운영에 들어갔다.

## 환승
- 철도역 (폰테 카실리노 역)
- 버스 정류장 (ATAC 운영 노선)